# Средна група
Средна група или група на независимите е име, дадено на група британски психоаналитици, които идентифицират себе си с клайнианството, но признават стойността на приносите на Ана Фройд или на фройдистите като цяло. Най-известните психоаналитици, които принадлежат към тази група са Майкъл Балинт, Доналд Уиникът и Масуд Хан.